# Gandarák
Gandarák, ókori india nép a Kabul folyó déli partján. A Perzsa Birodalom hetedik szatrapájához tartozott, és a Görögország ellen indított hadjáratban is részt vett. Királyukat, Pórosz másodunokaöccsét Nagy Sándor űzte el.